# 京都府公営企業
京都府公営企業（きょうとふこうえいきぎょう）は、京都府の地方公営企業である。京都府において、電気事業、水道事業、工業用水道事業、流域下水道事業を行っている。公営企業の事務処理は、京都府府民環境部と建設交通部が行っている。

## 事業

### 電気事業
- 大野発電所 - 南丹市にある水力発電所。
- 太鼓山風力発電所 - 与謝郡伊根町と京丹後市にたまがる太鼓山にあった発電所。2020年に運転を終了した。

### 水道事業
- 京都府営水道

### 工業用水道事業
- 長田野工業用水道 - 長田野工業団地と綾部工業団地の工業用水道事業。

### 流域下水道事業
- 桂川右岸流域下水道
- 木津川流域下水道
- 宮津湾流域下水道
- 木津川上流流域下水道